# Peter Blake (velejador)
Peter James Blake (Auckland, 1 de outubro de 1948 — Macapá, 5 de dezembro de 2001) foi um velejador oceânico neozelandês, que foi nobilitado pela rainha de Inglaterra e detém um dos mais bonitos palmarés de competição à vela : venceu em 1989-1990 a Whitbread.
Foi o único homem a competir nas primeiras cinco provas. Em 1994 conquistou o troféu Júlio Verne e, em 1995, liderou a equipe da Nova Zelândia no seu primeiro triunfo histórico da Taça América, voltando a ganhar esta competição em 2000.
Em 1996, passou a fazer parte do America's Cup Hall of Fame.
Foi assassinado em Macapá, no balneário da Fazendinha, quando uma quadrilha de ladrões invadiu o seu veleiro para roubar objetos e dinheiro, e matou o velejador, que reagiu ao assalto.